# Bedford Park Boulevard (métro de New York)
Bedford Park Boulevard est une station souterraine du métro de New York située dans le quartier de Bedford Park, dans le Bronx. Elle est située sur l'IND Concourse Line (métros orange), issue de l'ancien Independent Subway System et connectée à l'IND Sixth Avenue Line et l'IND Eighth Avenue Line au sud.
Au total, la station est desservie par deux services :
- les métros D y transitent 24/7 ;
- les métros B (dont elle constitue le terminus nord) s'y arrêtent pendant les heures de pointe uniquement.